# 野洲市立野洲北中学校
野洲市立野洲北中学校（やすしりつ やすきたちゅうがっこう）は、滋賀県野洲市永原にある市立中学校。

## 沿革
- 1984年4月1日 - 野洲町立野洲中学校（現野洲市立野洲中学校）より分離し創立される。
- 2004年10月1日 - 野洲町の市制施行に伴い、野洲町立野洲北中学校から野洲市立野洲北中学校に改称される。
- 2019年11月 - 野洲北中学校校舎老朽化に伴いテニスコートをグラウンド（ラグビーポール側）へ移設。また、6面コートを2面コートに変更、テニスコート移設に伴いラグビーポール撤去。旧6面テニスコートに仮設校舎設置。
- 2021年2月 - 増築校舎の完成に伴い1年の教室を増築校舎に移動。それに伴い増築校舎の使用が開始された。
- 2022年3月 - 新テニスコート4面完成。ラグビーポール設置。

## 所在地
- 〒520-2304 滋賀県野洲市永原1690

## 交通アクセス
- JR琵琶湖線（東海道本線）野洲駅から野洲市コミュニティバス（祇王・中里コース）で野洲北中学校前停留所下車。